# Proto-Keltisch
Proto-Keltisch is een gereconstrueerde proto-taal behorende tot de kentum-talen en die mogelijk nauw verwant is met het Proto-Italisch.
De oudste archeologische cultuur die mogelijk in verband te brengen is met sprekers van het Proto-Keltisch is de Urnenveldencultuur in Centraal-Europa (ca. 1300 v.Chr.). Een grotere mate van zekerheid is er voor de Hallstattcultuur. Doorgaans wordt Hallstatt C, vanaf ca. 800 v.Chr., beschouwd als ten volle Keltisch.
Onderzoekers die de Anatolische hypothese aanhangen, vermoeden dat het Proto-Keltisch als aftakking van de IE-stam tussen 8 à 10.000 jaar geleden is ontstaan. Dit is echter een minderheidsstandpunt, dat nog verder onder druk is komen te staan door de paleogenetische steun voor de koerganhypothese (die het Proto-Indo-Europees situeert rond 6000 jaar geleden en dus geen oudere divergenties toelaat).

## Fonologie

### Medeklinkers
| Proto-Indo-Europees | Proto-Keltisch | Voorbeeld                                                      | Oudiers                          | Welsh                                    |
| ------------------- | -------------- | -------------------------------------------------------------- | -------------------------------- | ---------------------------------------- |
| *p                  | *φ             | *ph₂tḗr > *φatīr 'vader'                                       | athir                            | Middelwelsh -atr                         |
| *t                  | *t             | *tréi̯es > *trīs 'drie'                                         | trí                              | tri                                      |
| *k, ḱ               | *k             | *kh₂n̥-e- > *kan-o- 'singen' *ḱm̥tom > *kantom 'honderd'         | canaid cét                       | canu cant                                |
| *kʷ                 | *kʷ            | *kʷetu̯r̥es > *kʷetwares 'vier'                                  | cath(a)ir                        | pedwar                                   |
| *b                  | *b             | *dʰub-no- > *dubnos 'diep'                                     | domun                            | dwfn                                     |
| *d                  | *d             | *derḱ- > *derk- 'aanschouwen'                                  | derc ‘oog’                       | dyrch ‘zicht’                            |
| *g, ǵ               | *g             | *gli-néh₁- > *gli-na- 'kleven, plakken'                        | glen(a)id                        | glynu ‘ophangen’                         |
| *gʷ                 | *b             | *gʷenh₂ > *bena 'vrouw'                                        | ben                              | Oudwelsh ben                             |
| *bʰ                 | *b             | *bʰér-e- > *ber-o- 'dragen, brengen'                           | berid ‘hij draagt’               | adfer ‘herstellen’, cymeryd ‘nemen’      |
| *dʰ                 | *d             | *dʰi-néh₁- > *di-na- 'zuigen'                                  | denait ‘zij zuigen’              | dynu, denu                               |
| *gʰ, ǵʰ             | *g             | *gʰh₁bʰ-(e)i- > *gab-i- 'nemen' *ǵʰelH-ro- > *galaro- 'ziekte' | gaibid ‘nemen, aangrijpen’ galar | gafael ‘houden’ galar                    |
| *gʷʰ                | *gʷ            | *gʷʰn̥- > *gʷan-o- 'doden, verwonden'                           | gonaid                           | gwanu ‘(door)steken’                     |
| *s                  | *s             | *seno- > *senos 'oud'                                          | sen                              | hen                                      |
| *m                  | *m             | *méh₂tēr > *mātīr 'moeder'                                     | máthir                           | modryb ‘tante’, modrydaf ‘bijenkoningin’ |
| *n                  | *n             | *h₂nép-ōt- > *neφūts 'neef'                                    | niæ (genitief niad)              | nai                                      |
| *l                  | *l             | *leiǵʰ- > *lig-e/o- 'likken'                                   | ligid                            | llyo, llyfu                              |
| *r                  | *r             | *h₃rēǵ-s > *rīgs 'koning, heerser'                             | rí (genitief ríg)                | rhi                                      |
| *i̯                  | *j             | *h₂i̯uh₁n-ḱós > *juwankos 'jong'                                | óac                              | ieuanc                                   |
| *u̯                  | *w             | *h₂u̯l̥h₁tí- > *wlatis 'macht, heerserschap'                     | flaith ‘heerschappij’            | gwlad ‘gewest, streek’                   |

### Klinkers
| Proto-Indo-Europees                    | Proto-Keltisch | Voorbeeld                                                     | Oudiers                           | Welsh                                 |
| -------------------------------------- | -------------- | ------------------------------------------------------------- | --------------------------------- | ------------------------------------- |
| *a, h₂e                                | *a             | *h₂ep-h₃ōn- > *abū (accusatief abonen) 'rivier'               | aub (genitief abae)               | afon                                  |
| *ā, *eh₂                               | *ā             | *bʰréh₂tēr > *brātīr 'broeder'                                | bráthir                           | brawd                                 |
| *e, h₁e                                | *e             | *seno- > *senos 'oud'                                         | sen                               | hen                                   |
| *ē, eh₁                                | *ī             | *wērh₁o- > *wīros 'waar'                                      | fír                               | gwir                                  |
| *o, Ho, h₃e                            | *o             | *Hroth₂o- > *rotos 'wiel'                                     | roth                              | rhod                                  |
| *i                                     | *i             | *gʷih₃-tu- > *bitus 'wereld'                                  | bith                              | byd                                   |
| *ī, iH                                 | *ī             | *rīmeh₂ > *rīmā 'aantal'                                      | rím                               | rhif                                  |
| *ai, h₂ei, eh₂i                        | *ai            | *keh₂i-ko- > *kaikos 'blind' *seh₂itlo- > *saitlo- 'leeftijd' | cáech ‘blind aan één oog’ —       | coeg ‘eenogig; ijdel, vergeefs’ hoedl |
| *(h₁)ei, ēi, eh₁i                      | *ē             | *dei̯-u̯-os > *dēwos 'god'                                      | día                               | duw ‘goddelijkheid’                   |
| *oi, ōi, h₃ei, eh₃i                    | *oi            | *Hoi-Hn-o- > *oinos 'een'                                     | óen, oín                          | un                                    |
| *ū, uH                                 | *ū             | *ruHneh₂ > *rūnā 'geheim'                                     | rún                               | rhin                                  |
| *au, h₂eu, eh₂u                        | *au            | *tous-o/eh₂ > *tauso- m. ~ *tausā v. ‘stilte’                 | táue v.                           | taw m.                                |
| *(h₁)eu, ēu, eh₁u; *ou, ōu, h₃eu, eh₃u | *ou            | *teuteh₂ > *toutā 'volk'                                      | túath                             | tud                                   |
| *m̥                                     | *am            | *dm̥-nh₂- > *damna- 'onderwerpen'                              | -damna ‘bindt vast, overmeestert’ | —                                     |
| *n̥                                     | *an            | *dn̥t- > *dant- 'tand'                                         | dét                               | dant                                  |